# Deutsche Feldhandball-Meisterschaft 1928/29
Die Deutsche Feldhandball-Meisterschaft 1928/29 war die neunte deutsche Feldhandball-Meisterschaft der Männer. Erneut gab es mit den Meisterschaften der Deutschen Sportbehörde für Leichtathletik (DSB) und der Deutschen Turnerschaft (DT) verschiedene Sportverbände, die einen Deutschen Feldhandballmeister ermittelten. Der Arbeiter-Turn- und Sportbund (ATSB) trug seine Meisterschaften nur alle zwei Jahre aus und setzte daher diese Saison aus.
Seriensieger Polizei SV Berlin sicherte sich durch einen 12:7-Sieg über den Polizei SV Darmstadt erneut die Meisterschaft der DSB. Bei der Feldhandballmeisterschaft der Deutschen Turnerschaft setzte sich erstmals der TV Friesenheim Ludwigshafen durch. Ein Gesamtdeutschen Endspiel zwischen den Siegern der einzelnen Verbände fand nicht statt.

## Meisterschaft der DSB

### Modus DSB
Erneut wurden die Teilnehmer in den sieben von den Regionalverbänden ausgespielten Regionalmeisterschaften ermittelt. Die regionalen Meister und, außer aus den Verbänden BSV und SOLV, Vizemeister waren für die Endrunde um die Deutsche Feldhandballmeisterschaft qualifiziert, welche im K.-o.-System ausgetragen wurden.
Folgende Vereine qualifizierten sich für die diesjährige Feldhandballmeisterschaft des DSL:
| Verein                 | Qualifiziert als                     |
| ---------------------- | ------------------------------------ |
| Polizei SV Stettin     | Baltischer Meister (BSV)             |
| SV Polizei Hamburg     | Norddeutscher Meister (NSV)          |
| Polizei SV Hannover    | Norddeutscher Vizemeister (NSV)      |
| Sportfreunde Siegen    | Westdeutscher Meister (WSV)          |
| TuRa Barmen            | Westdeutscher Vizemeister (WSV)      |
| Polizei SV Berlin      | Brandenburgischer Meister (VBAV)     |
| Deutscher HC Berlin    | Brandenburgischer Vizemeister (VBAV) |
| SC 1904 Freital        | Mitteldeutscher Meister (VMBV)       |
| Polizei SV Magdeburg   | Mitteldeutscher Vizemeister (VMBV)   |
| MSV Borussia Carlowitz | Südostdeutscher Meister (SOLV)       |
| SpVgg Fürth            | Süddeutscher Meister (SFuLV)         |
| Polizei SV Darmstadt   | Süddeutscher Vizemeister (SFuLV)     |

### DSB-Vorrunde
| Datum        |                      | Ergebnis | !Ort                               |
| ------------ | -------------------- | -------- | ---------------------------------- |
| 12. Mai 1929 | Polizei SV Berlin    | 10:70    | SpVgg Fürth \|\|Berlin             |
| 12. Mai 1929 | SC 04 Freital        | 07:80    | MSV Borussia Carlowitz \|\|Dresden |
| 12. Mai 1929 | SV Polizei Hamburg   | 10:90    | Polizei SV Magdeburg \|\|Magdeburg |
| 12. Mai 1929 | Polizei SV Darmstadt | 09:30    | Sportfreunde Siegen \|\|Darmstadt  |
| 12. Mai 1929 | TuRa Barmen          | 03:50    | Deutscher HC Berlin \|\|Barmen     |
| 12. Mai 1929 | Polizei SV Stettin   | 05:40    | Polizei SV Hannover \|\|Stettin    |

### DSB-Zwischenrunde
| Datum        |                        | Ergebnis | !Ort                              |
| ------------ | ---------------------- | -------- | --------------------------------- |
| 26. Mai 1929 | MSV Borussia Carlowitz | 05:12    | Polizei SV Berlin \|\|Breslau     |
| 26. Mai 1929 | SV Polizei Hamburg     | 08:50    | Deutscher HC Berlin \|\|Magdeburg |
| 26. Mai 1929 | Polizei SV Stettin     | 05:10    | Polizei SV Darmstadt \|\|Stettin  |

### DSB-Halbfinale
| Datum                                |                      | Ergebnis | !Ort                         |
| ------------------------------------ | -------------------- | -------- | ---------------------------- |
| 9. Juni 1929                         | Polizei SV Darmstadt | 08:40    | SV Polizei Hamburg \|\|Worms |
| Polizei SV Berlin hatte ein Freilos. |                      |          |                              |

### DSB-Finale
| Datum         |                   | Ergebnis   | !Ort                                                              |
| ------------- | ----------------- | ---------- | ----------------------------------------------------------------- |
| 18. Juni 1929 | Polizei SV Berlin | 12:7 (5:5) | Polizei SV Darmstadt \|\|Halle (Saale) (Sportplatz am Zoo, 6.000) |

## Meisterschaft der Deutschen Turnerschaft

### Modus DT
Die Qualifikation zu Deutschen Feldhandballmeisterschaft der Deutschen Turnerschaft erfolgte über regionale Kreisgruppen. Folgende Vereine qualifizierten sich für die diesjährige Feldhandballmeisterschaft der DT:
| Verein               | Qualifiziert als                                                                                             |
| -------------------- | --- |
| TV Neufahrwasser     | Sieger DT-Kreis I (Ostpreußen und Danzig)                                                                    |
| TV Vorwärts Breslau  | Sieger DT-Kreis II (Schlesien)                                                                               |
| TSV Spandau 1860     | Sieger Kreisgruppenfinale DT-Kreis IIIa (Pommern) und DT-Kreis IIIb (Brandenburg)                            |
| Turnklub Limmer      | Sieger Kreisgruppenfinale DT-Kreis IIIc (Provinz Sachsen und Anhalt) und DT-Kreis VI (Hannover-Braunschweig) |
| Schwartauer MTV 1863 | Sieger Kreisgruppenfinale DT-Kreis IV (Norden) und DT-Kreis V (Unterweser-Ems)                               |
| TV Malstatt          | Sieger Kreisgruppenfinale DT-Kreis VII (Oberweser) und DT-Kreis IX (Mittelrhein)                             |
| TV Oppum             | Sieger Kreisgruppenfinale DT-Kreis VIIIa (Westfalen) und DT-Kreis VIIIb (Rheinland)                          |
| TV 1881 Friesenheim  | Sieger Kreisgruppenfinale DT-Kreis X (Baden) und DT-Kreis XII (nur Pfalz)                                    |
| Eßlinger TSV 1845    | Sieger Kreisgruppenfinale DT-Kreis XI (Schwaben) und DT-Kreis XII (Bayern, ohne Pfalz)                       |
| TSV 1867 Leipzig     | Sieger Kreisgruppenfinale DT-Kreis XIII (Thüringen) und DT-Kreis XIV (Freistaat Sachsen)                     |

### DT-Vorrunde
| Datum         |                     | Ergebnis | !Ort                              |
| ------------- | ------------------- | -------- | --------------------------------- |
| 9. Juni 1929  | Eßlinger TSV 1845   | 02:30    | TV 1881 Friesenheim \|\|Esslingen |
| 9. Juni 1929  | TSV 1867 Leipzig    | 05:40    | TSV Spandau 1860 \|\|Leipzig      |
| 26. Mai 1929  | TV Vorwärts Breslau | 08:20    | TV Neufahrwasser \|\|Breslau      |
| 9. Juni 1929  | TV Oppum            | 10:30    | TV Malstatt \|\|Krefeld           |
| 16. Juni 1929 | Turnklub Limmer     | 09:30    | Schwartauer MTV 1863 \|\|Hannover |

### DT-Zwischenrunde
| Datum         |                     | Ergebnis |                  |
| ------------- | ------------------- | -------- | ---------------- |
| 16. Juni 1929 | TV Vorwärts Breslau | 04:30    | TSV 1867 Leipzig |

### DT-Halbfinale
| Datum         |                     | Ergebnis | !Ort                           |
| ------------- | ------------------- | -------- | ------------------------------ |
| 23. Juni 1929 | TV 1881 Friesenheim | 02:10    | TV Oppum \|\|Ludwigshafen      |
| 23. Juni 1929 | Turnklub Limmer     | 06:20    | TV Vorwärts Breslau \|\|Berlin |

### DT-Finale
| Datum        |                     | Ergebnis | !Ort                         |
| ------------ | ------------------- | -------- | ---------------------------- |
| 7. Juli 1929 | TV 1881 Friesenheim | 03:20    | Turnklub Limmer \|\|Mannheim |